# Pimpla decaryi
Pimpla decaryi là một loài tò vò trong họ Ichneumonidae.